# Bristol Fighter
Bristol Fighter — спортивний автомобіль — суперкар британської компанії Bristol Cars 2004–2011 років. Він був повністю новою розробкою компанії, що не мала жодних спільних технічних, дизайнерських розв'язань запозичених з раніших моделей компанії. Збудовано невелику кількість машин даної моделі, що виступала конкурентом моделям Mercedes-Benz SLS AMG, Ferrari 458 Italia, Aston Martin V8 Vantage,

## Історія
У 1990-х роках компанія Bristol вкотре зіткнулась з падінням попиту на її останні моделі Bristol Britannia, Bristol Brigand, Bristol Beaufighter, Bristol Blenheim . Вони мали застарілу конструкцію і не надто потужні мотори для суперкарів. Власник компанії Тоні Крук змушений був продати частину Bristol Cars Тобі Сільвертону, групі Tavistock Group. До 2001 вся компанія Bristol Cars перейшла до Тобі Сільвертона.
Фінансові вливання дозволили розпочати роботи над концептуально новою моделлю спортивного суперкару, перші згадки про якого походять з грудня 1999 року, коли у виставковому залі у районі Кенсінгтон і Челсі виставили модель авто. Згідно концепції Сільвертона це мав бути легкий і компактний спортивний автомобіль з гарною аеродинамікою, що вирізнятиметься комфортом водія, стійкістю на високій швидкості. Зразком для наслідування мав стати американський Dodge Viper. Перший прототип виготовили 2003 і у середині 2004 розпочали серійне виробництво Bristol Fighter. Через високу вартість розробки і продає одиничних екземплярів моделі Fighter компанія Bristol Cars оголосила себе 2011 банкрутом.
До 2008 було виготовлено до 45 комплектів авто разом з прототипами і на 2009 зібрано останній екземпляр. На 2014 було продано 14 Bristol Fighter. На початку 2011 оголосили банкрутство Bristol Cars. Виробничі потужності купила британська компанія Kamkorp, що займається гібридними технологіями. Чи буде відновлено виробництво Bristol Fighter невідомо.

## Конструкція

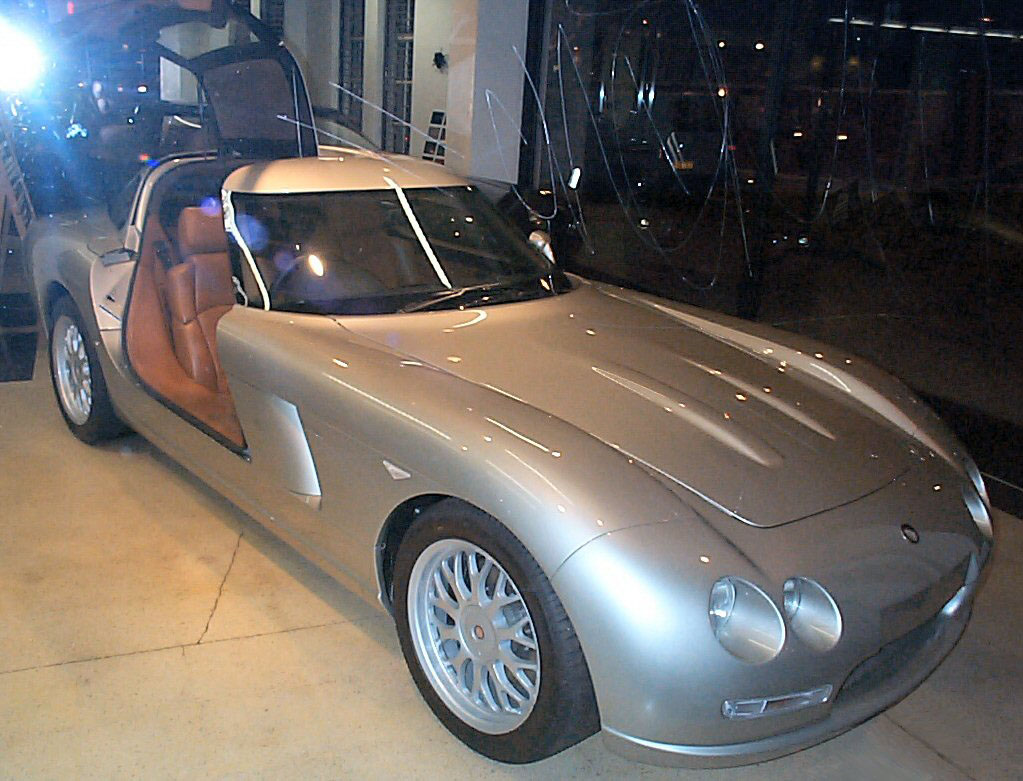
Bristol Fighter з відкритими дверима

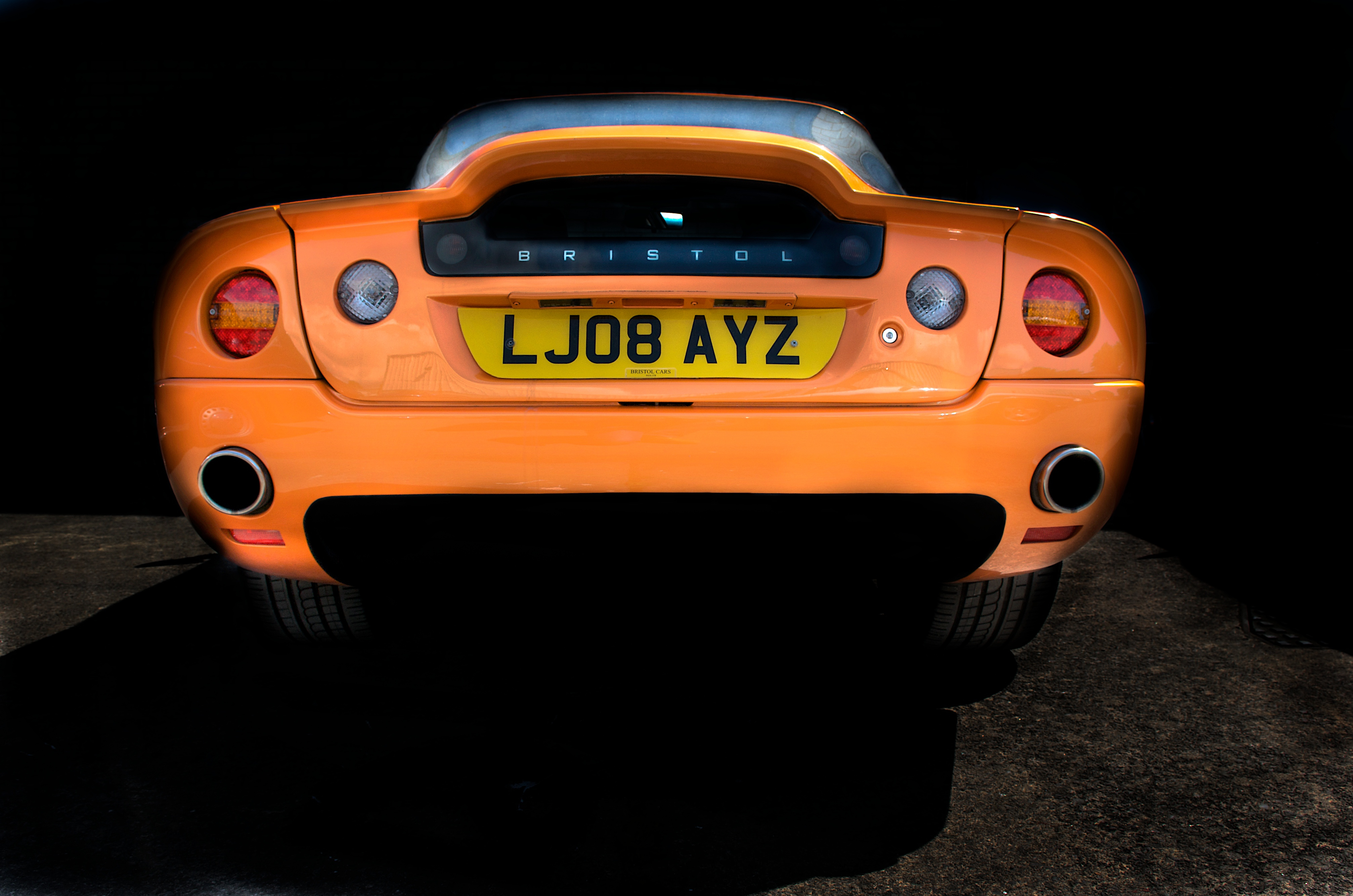
Задня частина Bristol Fighter

Розробку нової моделі очолив канадський інженер Макс Боксштром, який з 1970-х років розробляв моделі Brabham, Williams, Martini, Aston Martin. Аеродинамічний корпус отримав коефіцієнт лобового опору 0,28. У модифікації Fighter T він становив 0,255. Для кращого огляду кабіна отримала великі засклені площі. Кузов виготовляли з алюмінію, двері з вуглепластику.
На трьох модифікаціях встановлювали 10-циліндрові V-подібні мотори Chrysler об'ємом 7994 см³, модифікації якого ставили на Dodge Viper (1992–2002). Компанія Bristol встановила на нього головку блоку циліндрів власної конструкції. Модель була легшою, коротшою за моделі-конкуренти та мала високу кабіну для розміщення високих осіб.

### Модифікації
- Bristol Fighter базова модель з мотором потужністю 525 к.с..
- Bristol Fighter S модель з модифікованим мотором потужністю 628 к.с. (2005).
- Bristol Fighter T модель з подвійним турбонаддувом мотора потужністю 1027 к.с., що робило його потужнішим за мотор Bugatti Veyron (1001 к.с.), але поступаючись SSC Ultimate Aero TT (1062 к.с.). Мотор доповнювала 6-ступінчаста коробка передач, посилена на 30% ходова частина при зменшенні ваги. Швидкість автомашини виносила до 430 км/год, однак електронна система блокування не дозволяла перевищити 362 км/год.

## Технічні дані модифікацій
| Модель    | Мотор     | Робочий об'єм(см³) | Потужність (кВт)    | Максимальний обертальний момент (Нм) | Прискорення 0-60 миль/годину | Максимальна швидкість |
| --------- | --------- | ------------------ | ------------------- | ------------------------------------ | ---------------------------- | --------------------- |
| Fighter   | V10       | 7994               | 385 при 5500 об/хв. | 712 при 4200 об/хв.                  | бл. 4,0 сек                  | 340 км/год            |
| Fighter S | V10       | 7994               | 462 при 5900 об/хв. | 790 при 3900 об/хв.                  | 4,0 сек                      | 340 км/год            |
| Fighter T | V10 Турбо | 7994               | 755 при 5600 об/хв. | 1405 при 4500 об/хв.                 | 3,5 сек                      | 362 км/год            |